# Старо училище (Гумендже)
Старото училище (на гръцки: Παλαιό Διδακτήριο) е училищна сграда в град Гумендже, Гърция, обявена за паметник на културата.
Сградата е една от най-впечатляващите в Гумендже. Разположена е точно срещу църквата „Свети Георги“. Построена е като училище за Гумендженската гръцка община в 1894 година. След като градът попада в Гърция след Междусъюзническата война, в 1920 година тук е настанено Първо основно училище. В средата на 80-те години на XX век, след ремонт, за няколко години тук е настанена демархията – кметството.
В 1984 година сградата е обявена за паметник на културата.